# Dot notation
La dot notation ("notazione col punto") è uno schema sintattico molto diffuso nei linguaggi di programmazione orientati agli oggetti (e formalismi correlati come OCL) per riferirsi a proprietà degli oggetti come attributi o metodi. Lo schema generale è il seguente:
<oggetto>.<proprietà>
Per esempio, la seguente istruzione potrebbe impostare al valore 12 il volume di un altoparlante:
altoparlante.volume = 12
Lo stesso schema si può utilizzare ricorsivamente per riferirsi a proprietà di proprietà di oggetti (e così via). Per esempio, la seguente istruzione potrebbe impostare il volume del subwoofer di un impianto di home theater:
hometheater.subwoofer.volume = 12
Storicamente, la dot notation deriva dalla sintassi usata nei linguaggi della famiglia del linguaggio C per accedere ai campi di dati strutturati. Fra i linguaggi di programmazione orientati agli oggetti che adottano questo schema ci sono quelli derivati C, come C++, Java e C#.